# UniVibe
Caractéristiques
Audio
L'UniVibe (aussi orthographiée Univibe ou Uni-Vibe) est une pédale d'effet modulatrice de phase (ou phaser) pour la guitare électrique, créé à la fin des années 1960 au Japon par Fumio Mieda, puis utilisée par de nombreux guitaristes tels que Jimi Hendrix, Robin Trower ou David Gilmour. Elle était destinée à émuler l'effet Doppler d'une Cabine Leslie dans un format plus compact. De nos jours, on la retrouve aussi bien sous la forme d'une pédale d'effet analogique, numérique, intégrée dans un multieffet ou bien dans une simulation logicielle (plugin audio).

## Histoire
L'UniVibe a été inventée par le japonais Fumio Mieda à la fin des années 1960 et commercialisée par Shin-ei.

### Création

#### Modèles précurseurs
L'objectif de l'Univibe est de reproduire le son des cabines Leslie dans un appareil plus petit et portatif.
Fumio Mieda explique avoir été inspiré par Radio Moscou dont les puissantes ondes parviennent à l'époque jusqu'au Japon et brouillent les fréquences des radios japonaises. Ces ondes sont réfléchies par la ionosphère, dont la hauteur varie entre le jour et la nuit : les variations provoquent un changement dans le son transmis, comme une modulation de la phase, de la hauteur et du volume du signal radio. Voulant reproduire cet effet dans un but musical, Fumio Mieda expérimente divers circuits à partir de cellules photoélectriques. Il crée en 1967 la psychedelic machine, un appareil embarquant un phaser et une fuzz vendu par l'entreprise Honey. Le circuit de la fuzz deviendra par la suite la Super Fuzz d'Univox, et le phaser a servi de base pour l'UniVibe. Fumio Mieda conçoit ensuite la Vibra Chorus (vendue sous la marque Honey et Companion), un effet où la vitesse de la modulation est contrôlée par un potentiomètre. Le circuit de cet appareil devient la base de l'Univibe.

#### Shin-ei Univibe
En 1969, Honey fait faillite et est rachetée par Shin-ei, qui commercialise l'UniVibe. À partir de 1968, l'Univibe est produite et vendue aux États-Unis par Univox.
L'un des premiers guitaristes à utiliser l'UniVibe est Jimi Hendrix, toujours à la recherche de nouvelles sonorités à la guitare électrique. Hendrix utilise notamment cet effet lors du festival de Woodstock en 1969. Par la suite, l'effet devient prisé des guitaristes.

### Copies, rééditions et versions ultérieures
Depuis la création de l'Univibe, de nombreux modèle de cet effet ont été créés et commercialisés par différentes marques.
Roger Mayer, technicien de Jimi Hendrix, reprend le design de l'Univibe et crée à la fin des années 1970 la Supervibe, une version sous la forme d'un rack. La Supervibe a été utilisée notamment par Stevie Ray Vaughan et Robin Trower. Dans les années 1990, Roger Mayer crée la Voodoo Vibe, qui inclut des fonctionnalités supplémentaires comme un mode trémolo, le choix de la forme d'onde ou encore un réglage de bias.
Le nom Uni-Vibe est dans les années 2010 une marque déposée par Dunlop, qui a sorti plusieurs versions de cet effet au format pédale.
En 2014, la marque Korg demande à Fumio Mieda de recréer l'effet Univibe, mais sans les photorésistances utilisées dans les premiers modèles d'Univibe, au sulfure de cadmium, qui sont interdites en Europe car toxiques. Mieda choisit de reproduire le fonctionnement de l'effet avec des transistors plutôt que de copier le circuit. Des contrôles additionnels permettent de régler précisément la forme de l'onde (wave).
D'autres marques ayant leurs propres versions de l'Univibe incluent Fulltone (Deja Vibe), Sweet Sound (Ultra Vibe, Mojo Vibe), Voodoo Lab (Micro Vibe), JHS (Unicorn), ou encore MXR (M-68 Uni-Vibe).

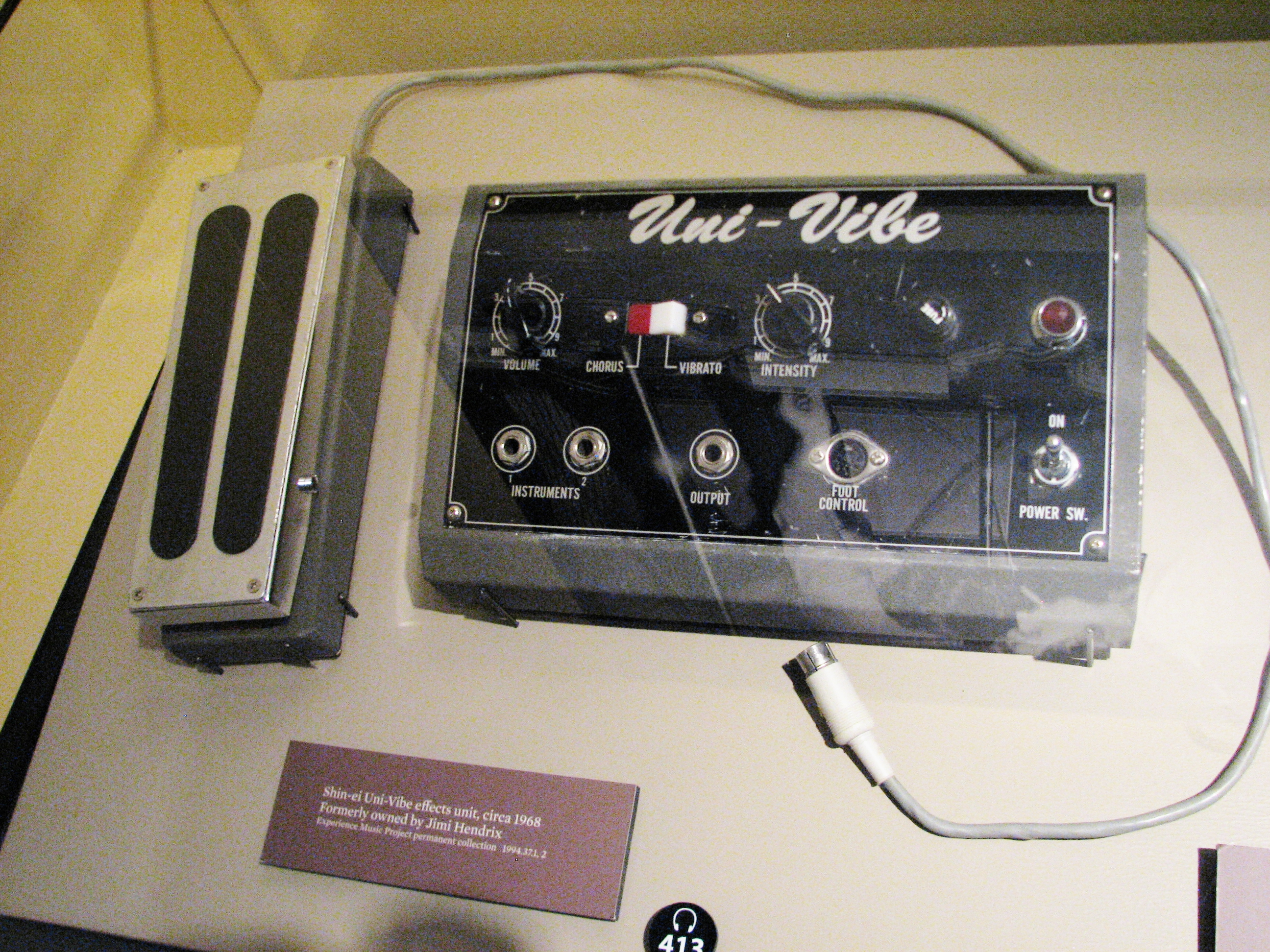
Version originale de la Shin-Ei Uni-Vibe de 1968 utilisée par Jimi Hendrix.
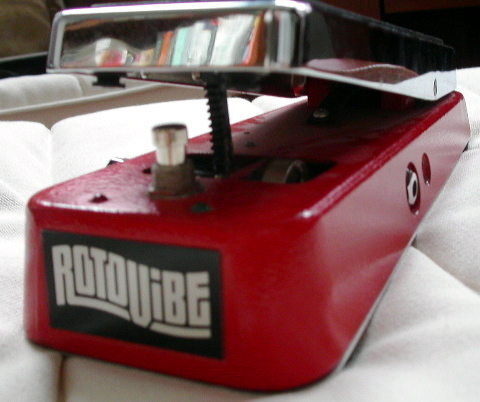
Dunlop Rotovibe (2004) : l'effet est directement intégré dans une pédale d'expression qui permet de varier au pied la vitesse de la modulation..
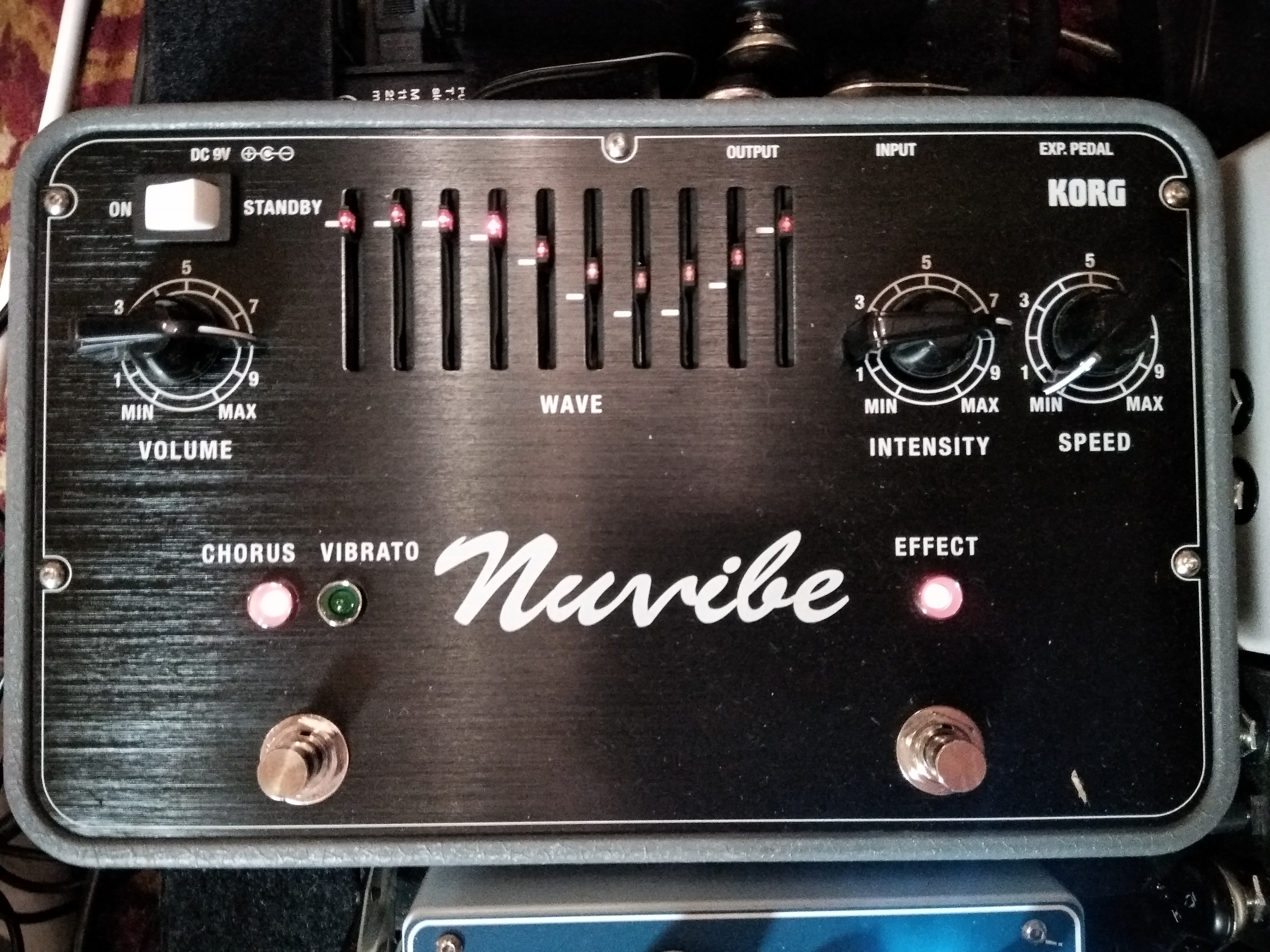
Nuvibe (créée en 2014 par Fumio Mieda pour Korg).
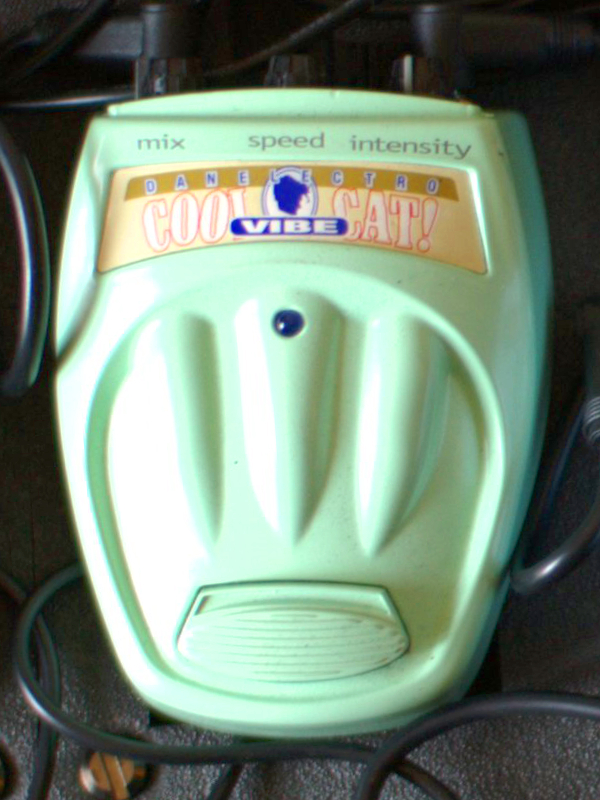
Danelectro Cool Cat Vibe, une pédale des années 2000.
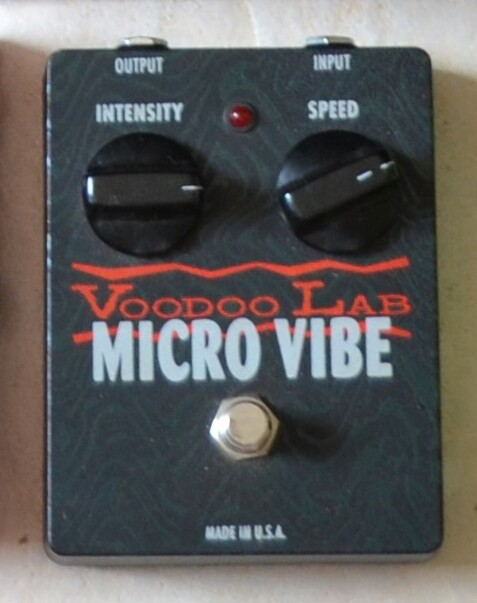
Voodoo Lab Micro Vibe.
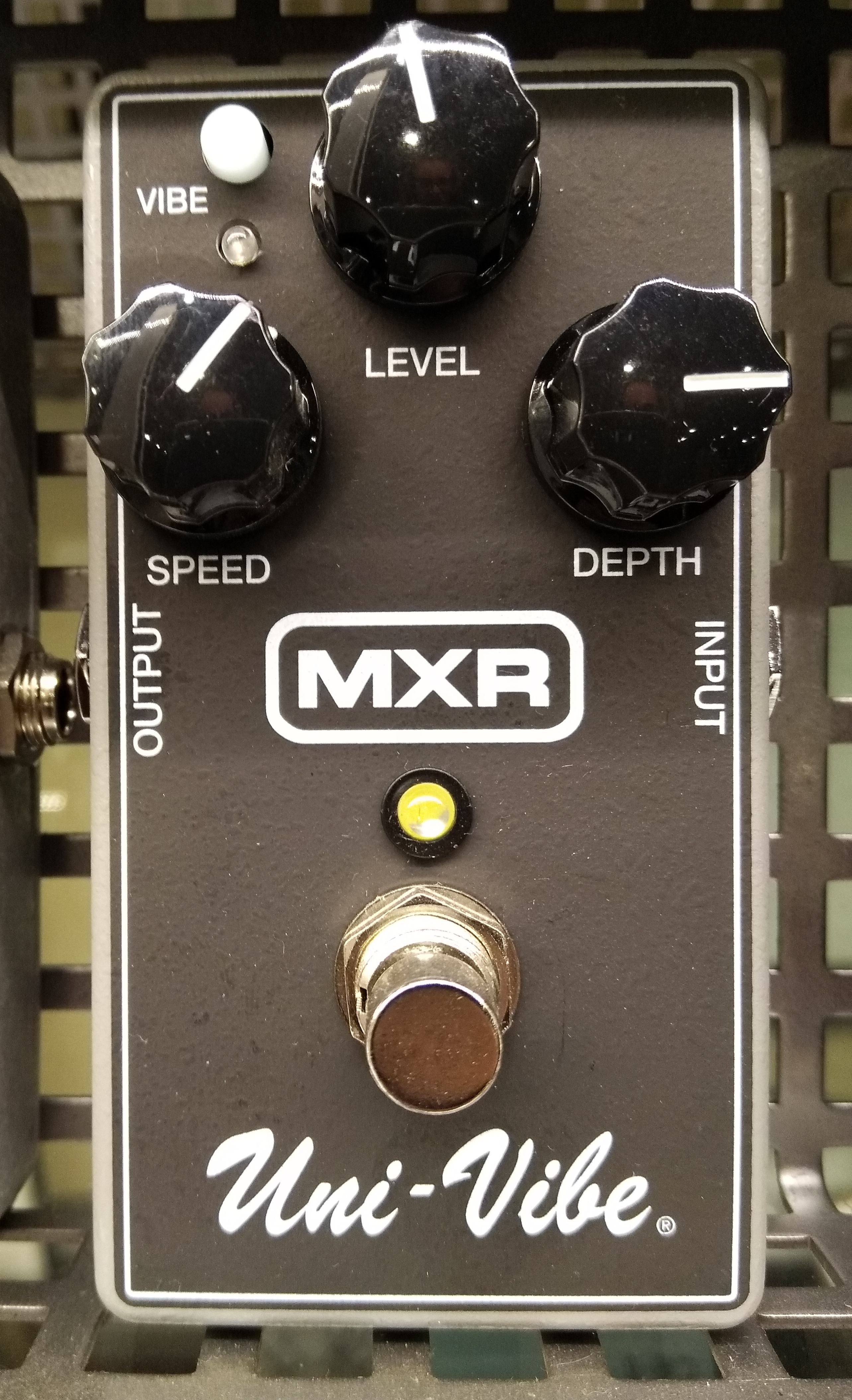
MXR Uni-Vibe.

### Versions numériques
L'effet univibe est reproduit numériquement dans des pédales multi-effets ainsi que dans des plug-in audio.

## Fonctionnement

### Contrôles

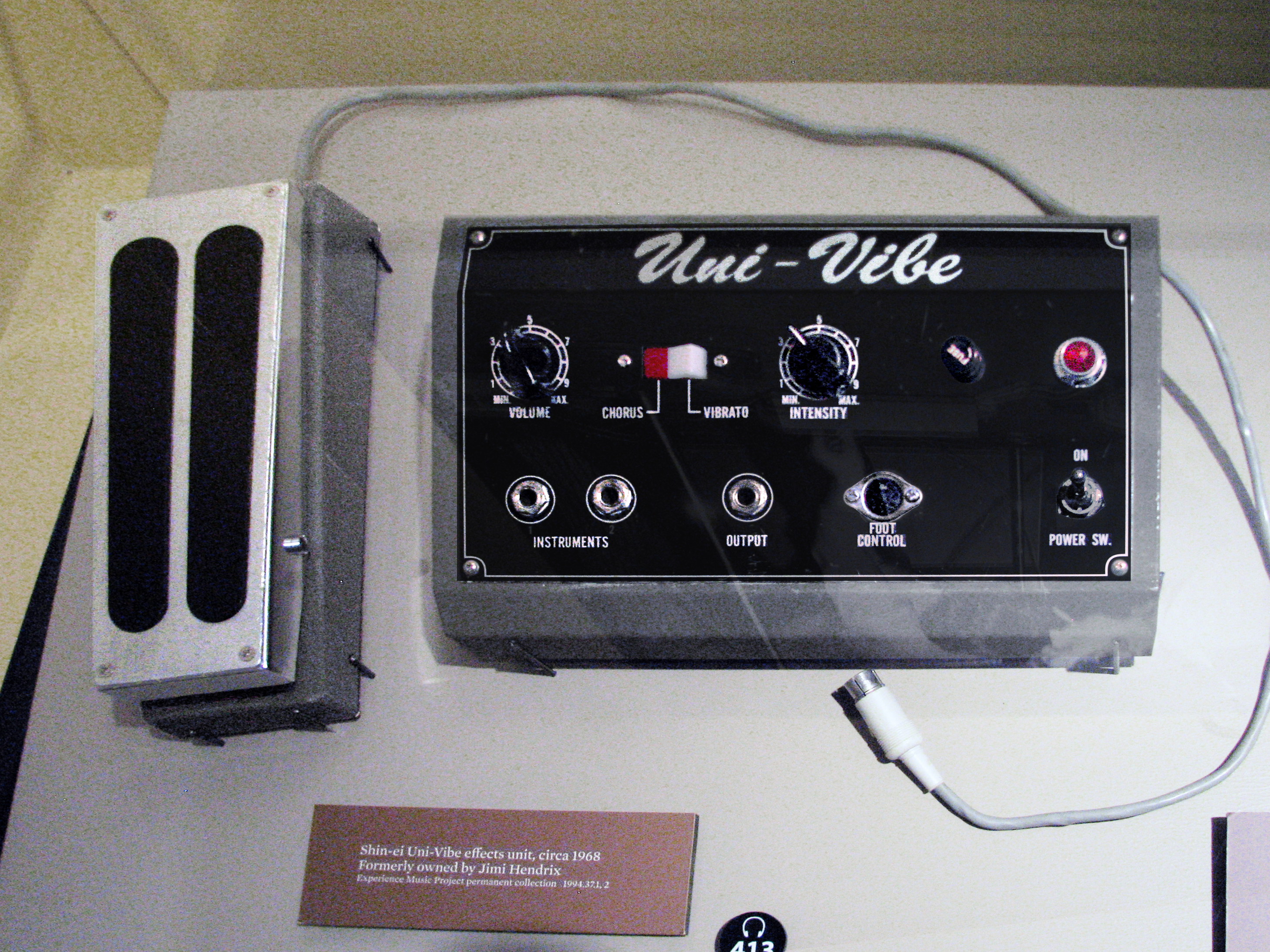
Univibe de Jimi Hendrix de 1968, avec sa pédale d'expression.

Lors de sa création en 1967, l'Univibe n'est pas à proprement parler une pédale d'effet, mais davantage un objet destiné à être posé sur un clavier ou un orgue. Il s'agit d'un boîtier métallique avec deux entrées jack pour instrument, une sortie jack et une entrée pour une pédale d'expression. Cela est complété par deux potentiomètres : un pour le volume et l'autre pour l'intensité de l'effet.
La vitesse de l'effet est contrôlée au pied par une pédale d'expression. Lorsque la pédale est entièrement vers le bas, l'effet s'arrête. Dans la deuxième version de l'UniVibe de Shin-ei, ce contrôle a été remplacé par un potentiomètre sur la pédale - comme sur la Vibra Chorus antérieure. Enfin, un switch permet de passer du mode vibrato (uniquement l'effet, produisant des variations de phase et de hauteur) et chorus, où l'effet est mélangé avec le signal original. Malgré ces noms, le son de l'Univibe est très éloigné de celui d'un chorus. Le mode chorus est celui qui, historiquement, a été le plus utilisé et constitue le son classique d'une Univibe.
Dans le premier modèle de l'Univibe, l'effet était enclenché en permanence (il n'y avait pas de vrai bypass, mais simplement un switch éteignant la lumière à l'intérieur de la pédale). Dans les versions actuelles, un switch permet d'enclencher ou de bypasser l'effet.

### Principe

Spectrogramme de l'effet univibe sur du bruit blanc (10 secondes).

De manière simplifiée, on peut décrire l'univibe comme un phaser à quatre étages.
Le signal original (dry) est d'abord amplifié par un préamplificateur à transistors. Le signal est ensuite séparé en deux et une partie passe par quatre étages de phaser. Enfin, le son traité est mélangé au son original et envoyé dans la sortie (output).

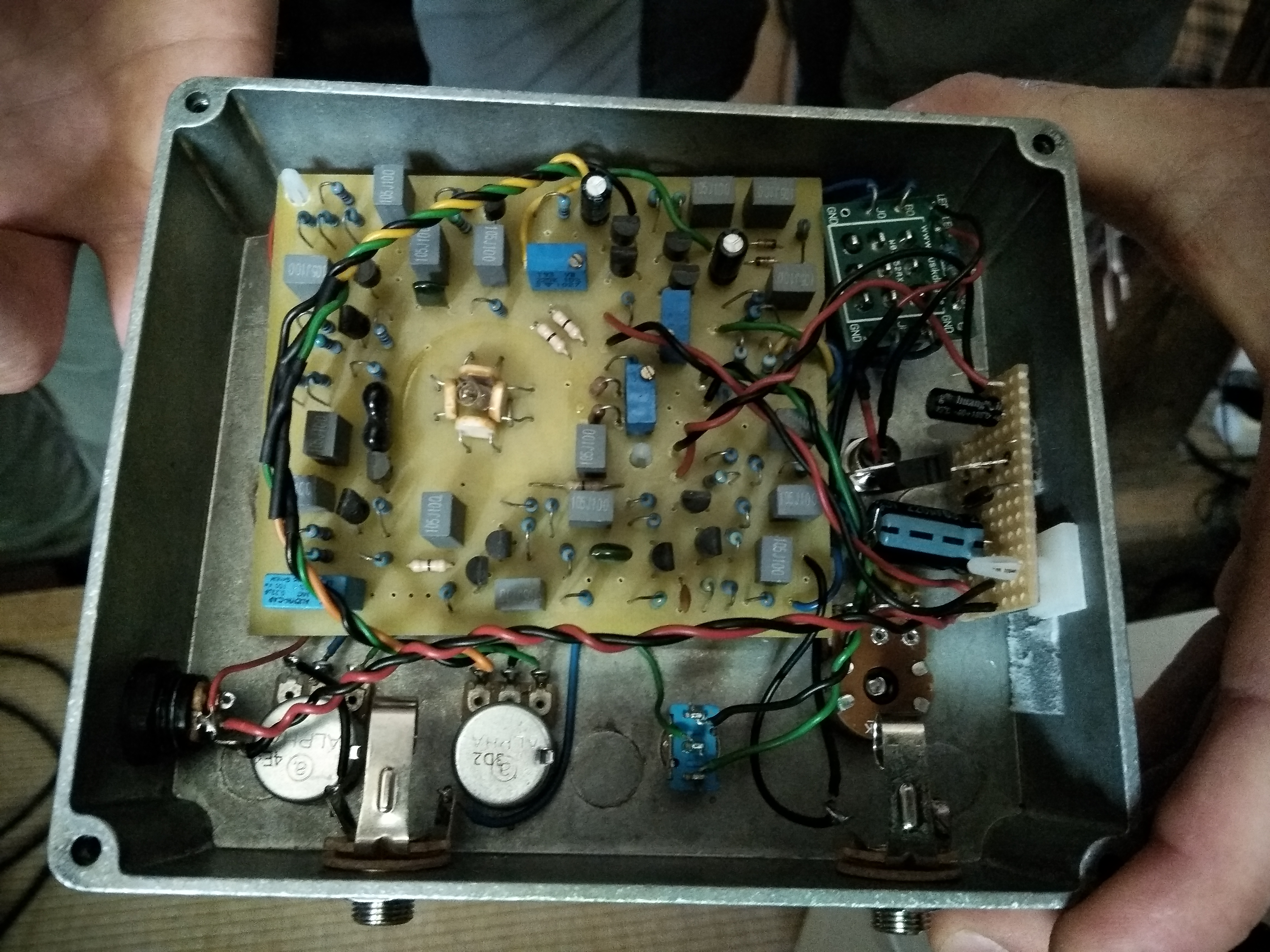
Intérieur d'une Univibe faite main. L'ampoule entourée de quatre résistances photosensibles (au centre) est responsable de la pulsation caractéristique de l'univibe.

Au cœur du circuit se trouve une ampoule clignotant à intervalles réguliers. Un oscillateur basse fréquence (LFO) fait varier le courant envoyé dans l'ampoule, ce qui produit l'effet cyclique et tourbillonnant de l'univibe. Le contrôle d'intensité est relié au LFO et permet d'ajuster la profondeur de l'effet. La lumière de l'ampoule est captée par quatre photorésistances, isolées de la lumière ambiante dans un boîtier métallique. Ces capteurs photosensibles contrôlent les quatre étage de phaser. Les variations d'intensité lumineuse changent les fréquences affectées par les différents changements de phase. Les trois premiers étages de phaser sont identiques et le quatrième est différent.
Ces quatre étages de phaser produisent deux creux et deux crêtes dans les fréquences, à la manière d'un filtre coupe-bande ; la fréquence centrale de chacun de ces filtres se déplace, créant ainsi l'effet tourbillonnant. Le potentiomètre de vitesse règle la rapidité du balayage des fréquences.

Pour le bon fonctionnement de la pédale, il est impératif que l'ampoule s'éteigne immédiatement dès que le courant ne passe plus ; dans le cas contraire, les cellules photoélectriques ne capteraient pas la différence avec la lampe allumée. À l'inverse, des diodes électroluminescentes s'allument et s'éteignent trop rapidement, créant un effet trop dur, ce qui explique qu'elles n'aient pas été employées par Fumio Mieda. La lampe utilisée dans le circuit a donc une grande importance dans le son de l'Univibe. Roger Mayer indique utiliser des DEL dans sa Voodoo Vibe, mais que les photorécepteurs doivent être soigneusement sélectionnés pour que l'effet fonctionne correctement.
La dernière partie du circuit, où son clair et son traité sont mélangés, est fondamentale pour obtenir le son caractéristique de l'univibe : en effet, lorsque l'on additionne un signal où la phase a été changée avec un signal non modifié (déphasage), les effets se renforcent. Certaines fréquences deviennent beaucoup plus fortes tandis que d'autres s'annulent.
Dave Hunter note que l'univibe est le premier effet qui tente de reproduire un effet de chorus, bien que le son soit finalement unique en son genre et assez éloigné d'un chorus traditionnel.

## Utilisation
L'effet Univibe a notamment été utilisé par Jimi Hendrix, particulièrement sur le morceau Machine Gun en 1970 ou au festival de Woodstock lors de son interprétation de l'hymne américain The Star-Spangled Banner, où l'effet crée une ambiance psychédélique qui s'intègre dans la recréation sonore de la guerre du Viêt Nam dénoncée par le guitariste.
David Gilmour a également utilisé cet effet pour créer des ambiances sur la chanson Breathe en 1973, et Robin Trower y a recours dans son album de 1974 Bridge of Sighs.
L'univibe est souvent utilisée avec de la distorsion (overdrive ou fuzz). Le placement de la pédale dans la chaîne du signal, avant ou après les pédales de gain, influe grandement sur le son final.

## Effets similaires
Plusieurs effets audio ont une sonorité similaire à l'univibe : le phaser et le trémolo harmonique (un effet basé sur la combinaison de deux trémolos appliqués sur les fréquences graves et aiguës, en opposition de phase). Les variations de hauteur produites par l'univibe la rapprochent également du vibrato.